# شريف كندي (شوط)
شريف‌ كندي هي قرية في مقاطعة شوط‌، إيران. عدد سكان هذه القرية هو 299 في سنة 2006.